# Michajłówka
Michajłówka (ukr. Михайлівка, Mychajliwka) – osiedle typu miejskiego na Ukrainie, w obwodzie zaporoskim, siedziba władz rejonu michajłowskiego.

## Historia
Osada powstała na początku XIX wieku w guberni taurydzkiej.
Status osiedla typu miejskiego posiada od 1965.
W 1989 liczyła 15 077 mieszkańców.
W 2013 liczyła 12 520 mieszkańców.

## Urodzeni
- Saul Czernichowski (1875–1943) – pisarz żydowski, tworzący w języku hebrajskim, z zawodu lekarz
- Fiodor Pawłowski (1908–1989) – radziecki dowódca partyzancki, Bohater Związku Radzieckiego (1941)
- Nikita Samochwałow(inne języki) (1896–1960) – dowódca 2. GDS (1944–45), 54. DS (1945); generał major